# Čelistovky
Čelistovky (Gnathostomulida) jsou kmenem drobných červovitých prvoústých živočichů obývajících písčité, organicky znečištěné mořské sedimenty po celém světě. Typicky dosahují délky do 1 mm, vzácně až několika mm. Jejich nejnápadnějším morfologickým rysem jsou párové čelisti s podobnou stavbou, jakou má čelistní aparát vířníků nebo oknozubek (společně s těmito kmeny se čelistovky řadí do skupiny čelistovci). Dále je pro ně typická jednovrstevná pokožka s jednobičíkatými buňkami nebo slepá trávicí soustava. Popsáno bylo asi 100 druhů.  
Čelistovky jsou hermafroditické a na základě anatomie pohlavní soustavy a charakteru spermií se dělí na dvě skupiny: protáhlejší Filospermoidea s jednobičíkatými spermiemi se šroubovitě točenou přední částí a Bursovaginoidea s kratším, bachratějším tělem a různě velkými (trpasličími nebo naopak obřími) spermiemi bez bičíků. Některá Bursovaginoidea (zástupci podřádu Scleroperalia) mají v penisu vyvinut trubicovitý tuhý bodec, který napomáhá při oplodnění partnera. Mláďata líhnoucí se z vajec jsou podobná dospělcům, jejich vývoj je přímý.  

## Popis
Čelistovky jsou mikroskopičtí živočichové s protaženým červovitým tělem bez jakékoli tělní dutiny (jsou acelomátní), typicky 0,5–1 mm dlouzí. Některé druhy jsou ještě drobnější (asi 270 μm dlouhé), naopak největší druhy se štíhlým dlouhým tělem a s protaženou předústní částí (rostrem) mohou měřit asi 3,6 mm. Tito největší zástupci patří do skupiny Filospermoidea, která je kromě protaženého rostra charakteristická také stejnoměrně širokým tělem, kdežto u zástupců druhé linie, Bursovaginoidea, je na rozhraní relativně krátkého rostra a těla patrné zúžení těla. Na konci těla je někdy zúžená ocasní část. Několik druhů rodu Haplognathia je červeně pigmentovaných, jinak jsou čelistovky bezbarvé, průsvitné.
Povrch těla čelistovek je pokryt pokožkou (epidermis) tvořenou jednou vrstvou buněk nesoucích jediný bičík (monociliátní buňky). Absence mnohobičíkatých buněk je mezi živočichy neobvyklý znak. Právě pomocí těchto bičíků (brv) se čelistovky pohybují plynulým, relativně pomalým pohybem (některé mohou v případě potřeby i couvat). Za pomoci příčně pruhované svaloviny, kterou jsou opatřeny pod pokožkou podél celého těla, se pak mohou ohýbat a kroutit, pokud potřebují manévrovat ve členitém prostředí, jež obývají. Kromě mohutné podélné svaloviny mají často i méně výraznou okružní svalovinu. Složitě uspořádanou svalovinou je také ovládán jejich čelistní aparát.
Čelisti (mastax) jsou asi nejnápadnějším útvarem v těle čelistovek, navíc daly celé skupině jméno, a to jak v české, tak i v odborné (řecké) podobě. Jsou uloženy v oblasti hltanu navazujícího na ústa uložená na spodní straně těla. Celý čelistní aparát je tvořen dvěma symetricky uloženými, často vpředu na vnitřní straně ozubenými čelistmi kutikulárního původu a nepárovou bazální destičkou. Morfologie čelistí je dosti variabilní a slouží jako významný určovací znak. Za hltanem následuje střevo, které končí slepě. U některých druhů však byl dokumentován anální pór objevující se na přechodnou dobu. Střevní epitel tvořený bezbičíkatými buňkami s mikroklky je v takovém případě v malém okrsku v zadní části těla v přímém kontaktu s epidermis. Epiteliální bazální membrána zde chybí, což může usnadňovat otevření dočasného řitního otvoru. Role tohoto neobvyklého uspořádání však není zcela jasná.
Nervová soustava čelistovek zahrnuje ganglion v přední části těla a z něj vybíhající pár nervových svazků na břišní straně, případně až dva další páry podpokožkových nervových pruhů. V zadní části těla a někdy i v okolí hltanu a pohlavních orgánů jsou oba nervové provazce propojeny komisurami, resp. se v okolí mastaxu vyvíjí drobnější sekundární ganglion. Na hlavě jsou v dorzální řadě přítomny krátké, tuhé smyslové brvy (okcipitalia), u zástupců skupiny Bursovaginoidea navíc nápadné štěty tvořené svazky bičíků, tzv. senzoria. Další smyslové buňky mají charakter zanořených bičíkatých buněk, někdy se spirálně svinutým bičíkem.
U čelistovek byly popsány i mělce pod povrchem uložené jednobičíkaté buňky interpretované jako buňky protonefridií, napomáhaly by tedy vylučování, které patrně z velké části probíhá pomocí prosté difuze přes povrch těla. Cévní ani dýchací soustava nejsou vyvinuty. V nepříznivých podmínkách kolem sebe některé druhy vytvářejí slizový ochranný kokon.

## Rozmnožování

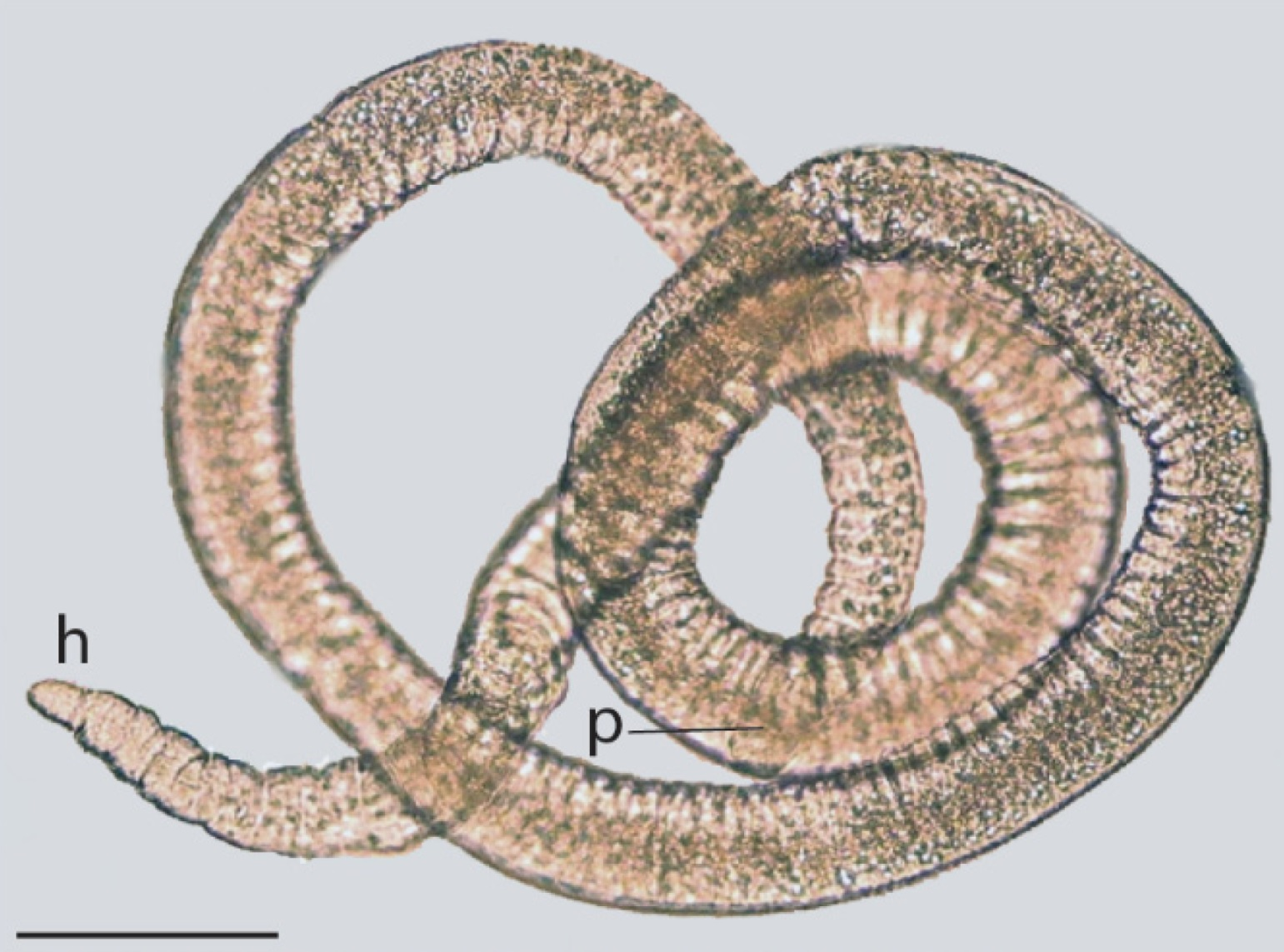
Čelistovka ze skupiny Filospermoidea; h - hlava; p - zadní konec těla; měřítko = 200 µm

Čelistovky jsou pohlavně se množící hermafroditické organismy. Uspořádání pohlavních orgánů se u zástupců různých podskupin liší. Filospermoidea jsou vybaveni nepárovým vaječníkem a párovým nebo nepárovým varletem, které produkuje dlouhé vláknité spermie s jedním bičíkem a vývrtkovitou hlavičkou. Jejich penis je měkký a žláznatý a předpokládá se, že spermie jsou při páření vypouštěny na povrch partnerova těla, jímž se aktivně provrtávají k vajíčkům. Bursovaginoidea jsou vybaveni vakovitou burzou, orgánem sloužícím k uskladnění spermií. Bezprostředně před burzou je v těle uloženo zralé vajíčko připravené k oplodnění. Jejich spermie postrádají bičík a jsou buď miniaturní (u podskupiny Scleroperalia) a jsou do těla partnera hromadně (jako spermiemi vyplněný váček) injikovány penisem vybaveným trubicovitým bodcem, nebo jsou naopak obří (u podskupiny Conophoralia), až 75 μm dlouhé, kónické nebo kapkovité, předávané partnerovi měkkým penisem po jednom nebo po dvou.
V jednu chvíli se v těle vyvíjí jen jedno oplozené vajíčko, které je potom sneseno trhlinou v tělní stěně. Je lepkavé, proto ulpívá na povrchu částeček sedimentu, a po několika dnech se z něj líhne mládě podobající se dospělci (jde tedy o přímý vývoj). Rýhování vajíčka je spirálního typu; další průběh embryogeneze není dobře prostudován.

## Výskyt
Čelistovky obývají písčité mořské (výjimečně brakické) sedimenty po celém světě, v teplých oblastech jsou hojnější, ale jsou popsány i z pobřeží Antarktidy. Jsou to intersticiální organismy, to znamená, že obývají skuliny a prostůrky mezi jednotlivými zrnky písku. Preferují sedimenty bohaté organickým detritem, např. klidné, organickými zbytky zanesené písčiny příbřežních mělčin („černé písky“), dno mangrovů a porostů mořských rostlin nebo pískem vyplněné prostory na korálových útesech; někdy jsou ve větším množství přítomny poblíž nor mnohoštětinatců hloubených v písku. Zpravidla jde o anoxické, na sulfan bohaté prostředí, kde čelistovky spásají především chemoautotrofní bakterie a houbová vlákna. Mnohé druhy jsou známé jen z jediné lokality, jiné druhy mají zřejmě kosmopolitní rozšíření. Většina nálezů pochází z mělčin a nehlubokých vod (zhruba do 30 m), byly ale sbírány i v hloubkách kolem 400 m. Rozšíření čelistovek (a koneckonců i další aspekty jejich biologie) je obecně prozkoumáno nedostatečně; nejvíce druhů je popsáno z východního i západního pobřeží severního Atlantiku a také z jižního Pacifiku. Na některých lokalitách mohou být dosti abundantní (jejich populace dosahují vysoké početnosti): v 1 kg písku může být i několik tisíc jedinců.

## Diverzita
Do kmene čelistovek je řazeno přes 100 druhů (z nichž některé mohou být ve skutečnosti druhovými komplexy morfologicky obtížně rozlišitelných druhů) ve 26 rodech. Na základě morfologických dat byly čelisťovky rozděleny do dvou řádů lišících se zejména uspořádáním pohlavní soustavy, charakterem spermií a způsobem oplození (viz výše): Filospermoidea a Bursovaginoidea, přičemž Bursovaginoidea lze dále rozdělit ve dva podřády, Scleroperalia a Conophoralia. Přestože o podřádu Scleroperalia se na základě morfologických znaků předpokládalo, že je parafyletický (že Conophoralia se vyvinula v rámci skleroperálií), fylogenetické studie obohacené o molekulární data potvrzují monofylii obou těchto skupin.

## Příbuzenské vztahy

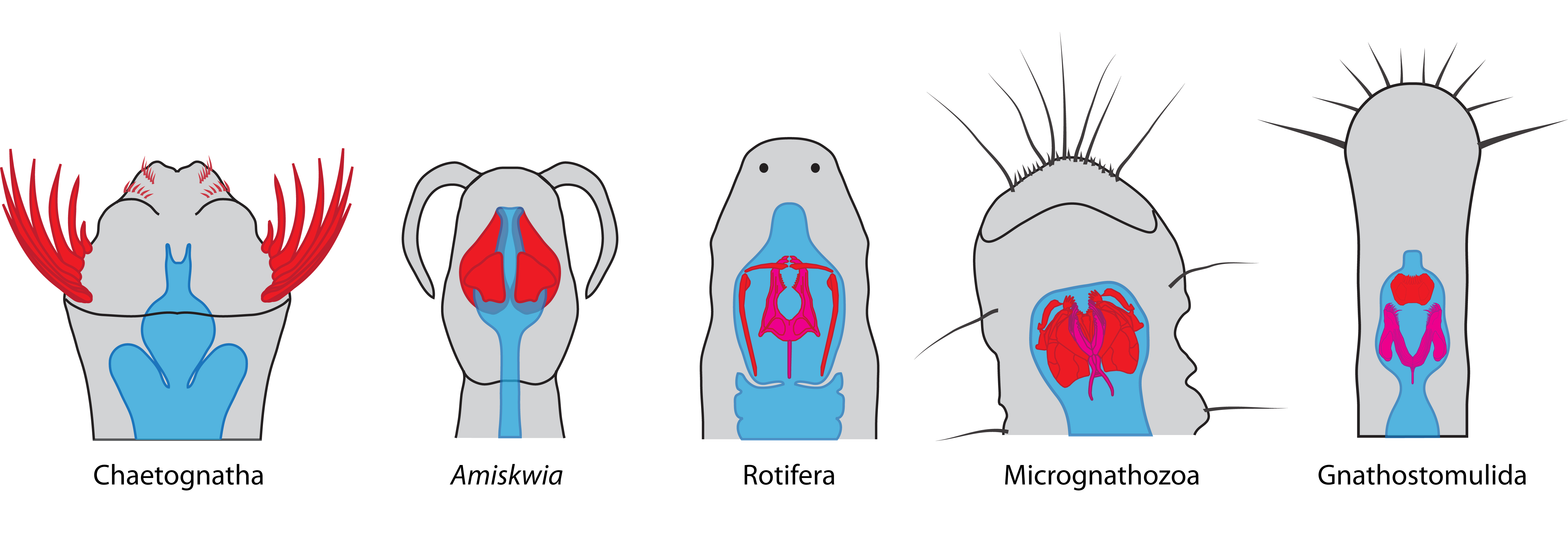
Schéma předního konce těla s čelistním aparátem různých čelistovců. Zleva: ploutvenky, fosilní Amiskwia, vířníci, oknozubky, zcela vpravo čelistovky

Ačkoli byly čelistovky původně popsány jako neobvyklí zástupci kmene ploštěnců, s nimiž sdílejí některé znaky (např. pohyb pomocí brv, slepá trávicí soustava, absence tělní dutiny), vyšlo postupně najevo, že je mezi oběma skupinami řada rozdílů (čelistovky se od ploštěnců liší například svými čelistmi, monociliátní pokožkou či bezbičíkatými nebo jednobičíkatými spermiemi s nemodifikovanou stavbou bičíků). Jejich příbuzenské vztahy nebyly jasné a byly spojovány s různými živočišnými skupinami. Na základě přítomnosti monociliátních buněk byla například navržena hypotéza o jejich blízké příbuznosti s břichobrvkami. Obecně však byly považovány za fylogeneticky problematickou skupinu. V devadesátých letech 20. století však elektronmikroskopické studie definitivně prokázaly, že ultrastruktura čelistního aparátu čelistovek a vířníků je prakticky identická; podobně stavěné ústrojí mají i o něco později objevené oknozubky, které jsou s čelistovkami a vířníky (a jim blízkými parazitismem pozměněnými vrtejši) řazeny do monofyletické skupiny čelistovci (Gnathifera). Tato skupina je dobře podpořena i molekulárně-biologickými studiemi. S vysokou pravděpodobností patří mezi Gnathifera nebo do jejich nejbližšího příbuzenstva také ploutvenky.
Čelistní aparát kambrické fosilie Amiskwia sagittiformis některými rysy nápadně připomíná čelistní aparát čelistovek, ačkoli je možné, že je tento fosilní organismus bližší ploutvenkám.

## Historie studia čelistovek
První zástupci čelistovek byli popsáni relativně nedávno, v r. 1956, přestože jejich vzorky nasbíral německý zoolog Adolf Remane skoro o tři desítky let dříve, v roce 1928 v Baltském moři. Vzorky zaslal svému rakouskému kolegovi Meixnerovi, jehož práce však byla přerušena druhou světovou válkou. Na Meixnera navázal po válce jeho student Peter Ax, který nalezl čelistovky i na dalších lokalitách na evropském pobřeží, a r. 1956 konečně poznatky o této neobyčejné skupině publikoval. Čelistovky považoval za atypické ploštěnce; blízkou příbuznost mezi ploštěnci a čelistovkami vášnivě obhajoval i později. Ve prospěch povýšení čelistovek na samostatný živočišný kmen přesvědčivě argumentoval v r. 1969 americký zoolog Rupert Riedl, který popsal nové zástupce této skupiny z východoamerického pobřeží. V šedesátých a hlavně sedmdesátých letech 20. století publikoval své vlivné práce Wolfgang Sterrer, který prozkoumal biogeografii čelistovek, popsal řadu jejich nových taxonů, a položil základy jejich moderního systému.

## Taxonomický přehled
Základ systému a taxonomie čelistovek položil Sterrer, dále jej vyjasnil zejména Sørensen a jeho spolupracovníci, shrnut je např. v publikaci The Invertebrate Tree of Life:
- Řád Filospermoidea
  - Čeleď Haplognathiidae
  - Čeleď Pterognathiidae
- Řád Bursovaginoidea
  - Podřád Scleroperalia
    - Čeleď Agnathiellidae
    - Čeleď Clausognathiidae
    - Čeleď Mesognathariidae
    - Čeleď Rastrognathiidae
    - Čeleď Paucidentulidae
    - Čeleď Onychognathiidae
    - Čeleď Problognathiidae
    - Čeleď Gnathostomulidae

  - Podřád Conophoralia
    - Čeleď Austrognathiidae

#### Česky
- ZRZAVÝ, Jan. Fylogeneze živočišné říše. 1. vyd. vyd. Praha: Scientia 255 s. s. ISBN 80-86960-08-0. Kapitola Čelistovci, s. 98, 99.

#### Anglicky
- SØRENSEN, Martin V. Invertebrate zoology : a tree of life approach. Příprava vydání Bernd Schierwater, Rob DeSalle. First edition. vyd. Boca Raton: [s.n.], 2021. xvi, 627 pages s. Dostupné online. ISBN 978-1-4822-3581-4, ISBN 1-4822-3581-1. OCLC 1201692976 Kapitola Phyla Gnathostomulida, Micrognathozoa and Cycliophora, s. 279–286.
- PECHENIK, Jan A. Biology of the invertebrates. Seventh edition. vyd. New York, NY: [s.n.], 2015. xv, 606 pages s. Dostupné online. ISBN 978-0-07-352418-4, ISBN 0-07-352418-2. OCLC 863127655 Kapitola 10: The Gnathifera: Rotifers, Acanthocephalans, and Two Smaller Groups, s. 183–203.